# Cerro Guayaques
Cerro Guayaques är ett berg i Bolivia.   Det ligger i departementet Potosí, i den södra delen av landet, 500 km sydväst om huvudstaden Sucre. Toppen på Cerro Guayaques är 5 525 meter över havet, eller 287 meter över den omgivande terrängen. Bredden vid basen är 1,8 km.
Terrängen runt Cerro Guayaques är huvudsakligen kuperad. Trakten runt Cerro Guayaques är nära nog obefolkad, med mindre än två invånare per kvadratkilometer.. Det finns inga samhällen i närheten.
Trakten runt Cerro Guayaques är ofruktbar med lite eller ingen växtlighet.